# Marcin Grzybowski
Marcin Grzybowski (Czechowice-Dziedzice, 10 de enero de 1979) es un deportista polaco que compite en piragüismo en las modalidades de aguas tranquilas y maratón. Ganó 5 medallas en el Campeonato Mundial de Piragüismo entre los años 2002 y 2017, y 8 medallas en el Campeonato Europeo de Piragüismo entre los años 2001 y 2018.
En la modalidad de maratón obtuvo una medalla de bronce en el Campeonato Mundial de 1999 y una medalla de bronce en el Campeonato Europeo de 1999.

## Palmarés internacional

### Piragüismo en aguas tranquilas
| Campeonato Mundial | Campeonato Mundial           | Campeonato Mundial | Campeonato Mundial |
| Año                | Lugar                        | Medalla            | Competición        |
| ------------------ | ---------------------------- | ------------------ | ------------------ |
| 2002               | Sevilla (España)             | Medalla de bronce  | C4 500 m           |
| 2003               | Gainesville (Estados Unidos) | 02 ! [ n 1 ]       | C4 500 m           |
| 2006               | Szeged (Hungría)             | Medalla de plata   | C4 500 m           |
| 2015               | Milán (Italia)               | Medalla de bronce  | C2 1000 m          |
| 2017               | Račice (República Checa)     | Medalla de plata   | C4 1000 m          |
| Campeonato Europeo |                              |                    |                    |
| Año                | Lugar                        | Medalla            | Competición        |
| 2001               | Milán (Italia)               | Medalla de bronce  | C4 500 m           |
| 2006               | Račice (República Checa)     | Medalla de oro     | C2 1000 m          |
| 2007               | Pontevedra (España)          | Medalla de plata   | C4 500 m           |
| 2013               | Montemor-o-Velho (Portugal)  | Medalla de plata   | C1 5000 m          |
| 2013               | Montemor-o-Velho (Portugal)  | Medalla de bronce  | C1 500 m           |
| 2013               | Montemor-o-Velho (Portugal)  | Medalla de bronce  | C1 1000 m          |
| 2017               | Plovdiv (Bulgaria)           | Medalla de oro     | C4 1000 m          |
| 2018               | Belgrado (Serbia)            | Medalla de bronce  | C4 500 m           |

1. ↑  En esta prueba el equipo ruso, ganador de la medalla de oro, fue descalificado al dar positivo por dopaje el piragüista Serguei Uleguin, por lo que al equipo polaco le fue cambiada la medalla de bronce por la de plata.

### Piragüismo en maratón
| Campeonato Mundial | Campeonato Mundial            | Campeonato Mundial | Campeonato Mundial |
| Año                | Lugar                         | Medalla            | Competición        |
| ------------------ | ----------------------------- | ------------------ | ------------------ |
| 1999               | Győr (Hungría)                | Medalla de bronce  | C2                 |
| Campeonato Europeo |                               |                    |                    |
| Año                | Lugar                         | Medalla            | Competición        |
| 1999               | Gorzów Wielkopolski (Polonia) | Medalla de bronce  | C2                 |